# Landgericht Weiden in der Oberpfalz

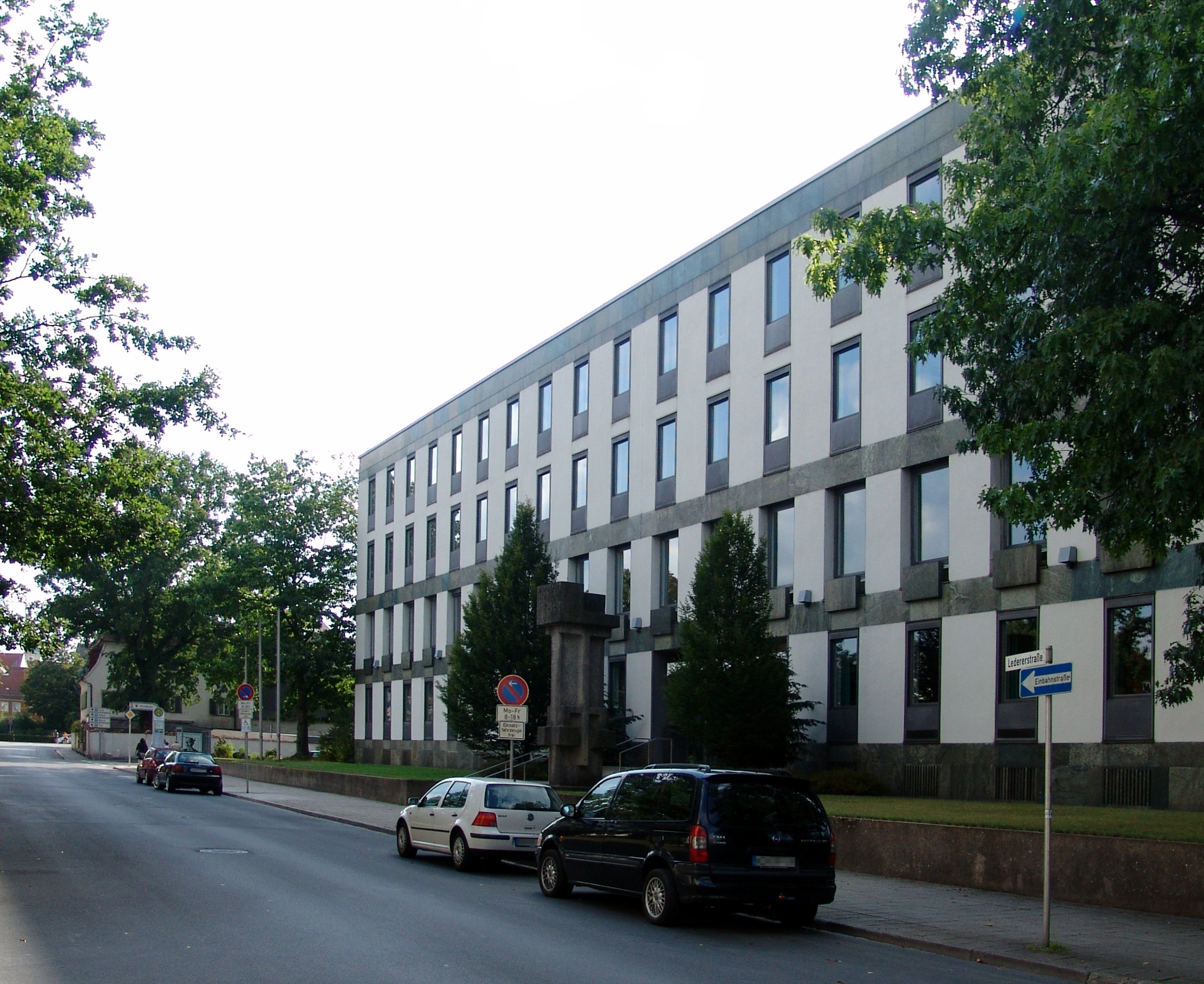
Zentraljustizgebäude in Weiden (2007)

Das Landgericht Weiden in der Oberpfalz (amtlich: Landgericht Weiden i.d.OPf.) ist ein Gericht der ordentlichen Gerichtsbarkeit mit Sitz in Weiden in der Oberpfalz. Es ist eines von 22 Landgerichten im Freistaat Bayern.

## Landgerichtsbezirk
Der Bezirk des Landgerichts Weiden erstreckt sich neben der kreisfreien Stadt Weiden in der Oberpfalz auf folgende Landkreise:
- Neustadt an der Waldnaab
- Tirschenreuth

Im Landgerichtsbezirk Weiden sind 145 Rechtsanwälte (Stand: 31. Dezember 2013) zugelassen.

## Geschichte
Erst 1838 wurde in Weiden in der Oberpfalz ein eigenes Landgericht älterer Ordnung gebildet, seit 1857 bestand auch ein Bezirksgericht. 1879 wurde nach dem reichseinheitlichen Gerichtsverfassungsgesetz von 1877 das damalige Landgericht älterer Ordnung in das Amtsgericht Weiden in der Oberpfalz umgewandelt, aus dem Bezirksgericht Weiden wurde das neue Landgericht Weiden.

## Landesarbeitsgericht Weiden
Gemäß Arbeitsgerichtsgesetz vom 23. Dezember 1926 wurden in Deutschland Arbeitsgerichte gebildet. Diese waren nur in der ersten Instanz organisatorisch selbstständige Gerichte, die Landesarbeitsgerichte waren den Landgerichten zugeordnet. Am Landgericht Weiden entstand so 1927 das Landesarbeitsgericht Weiden als eines von 23 Landesarbeitsgerichten in Bayern. Sein Sprengel umfasste die Arbeitsgerichte Auerbach, Eschenbach, Kemnath, Tirschenreuth, Vohenstrauß und Weiden. Das Landesarbeitsgericht Regensburg wurde bereits zum 1. Januar 1930 aufgehoben, da die Zahl der Landesarbeitsgerichte auf 7 reduziert wurde. Die Aufgaben übernahm das Landesarbeitsgericht Nürnberg.

## Gerichtsgebäude
Das Gericht befindet sich in der Ledererstraße 9.

## Leitung
Präsident des Landgerichts ist Josef Weidensteiner. Vizepräsident ist Josef Hartwig.

## Über- und nachgeordnete Gerichte
Das Landgericht Weiden ist eines von fünf Landgerichten, denen das Oberlandesgericht Nürnberg übergeordnet ist; nachgeordnet sind die Amtsgerichte in Weiden in der Oberpfalz und Tirschenreuth.